# Gisela Midwer

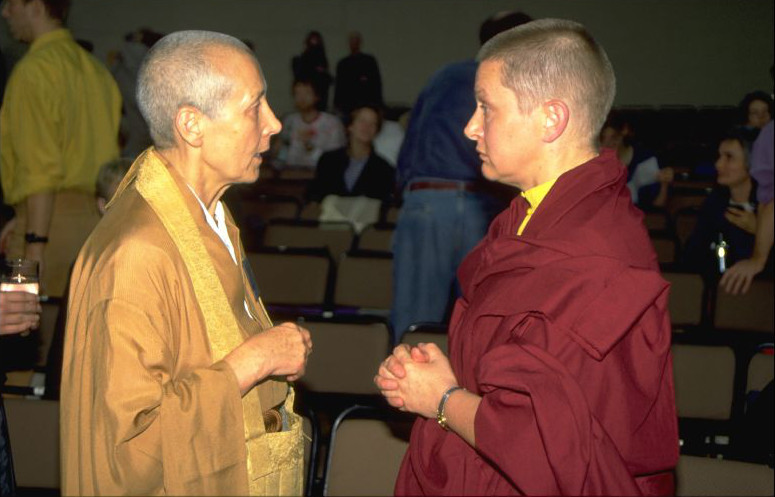
Gesshin Myoko Prabhasa Dharma (links) im Gespräch mit Pema Chödrön, Berlin 1992

Gisela Midwer (* 30. März 1931 in Frankfurt am Main; † 24. Mai 1999 in Marina del Rey, Kalifornien), besser bekannt unter ihren buddhistischen Namen Gesshin Myoko Prabhasa Dharma Roshi, war eine deutsche  Rinzai-Zen-Meisterin.
Seit den 1950er Jahren lebte sie in Kalifornien, wo sie seit 1967 Zen-Schüler von Kyozan Joshu Sasaki Rōshi wurde. Bereits 1968 ordinierte sie als buddhistische Nonne und 1972 wurde sie als Oshō bestätigt und erhielt den Namen Gesshin Myoko (Mond-Herz Wunderbares Licht).
Thich Minh Giac autorisierte sie im April 1985 als 45. Monarchin der Vinitarucci-Linie und  gab ihr den Namen Prabhasa Dharma (Glanzvolles Dharma). Sie wirkte als Zen-Lehrerin in Europa und den Vereinigten Staaten auf Basis des vietnamesischen Thiền und des japanischen Zen. Hierbei entwickelte sie Zen-Formen die nicht an eine bestimmte Kultur gebunden sind.